# Ebba Hedqvist (Bildhauerin)

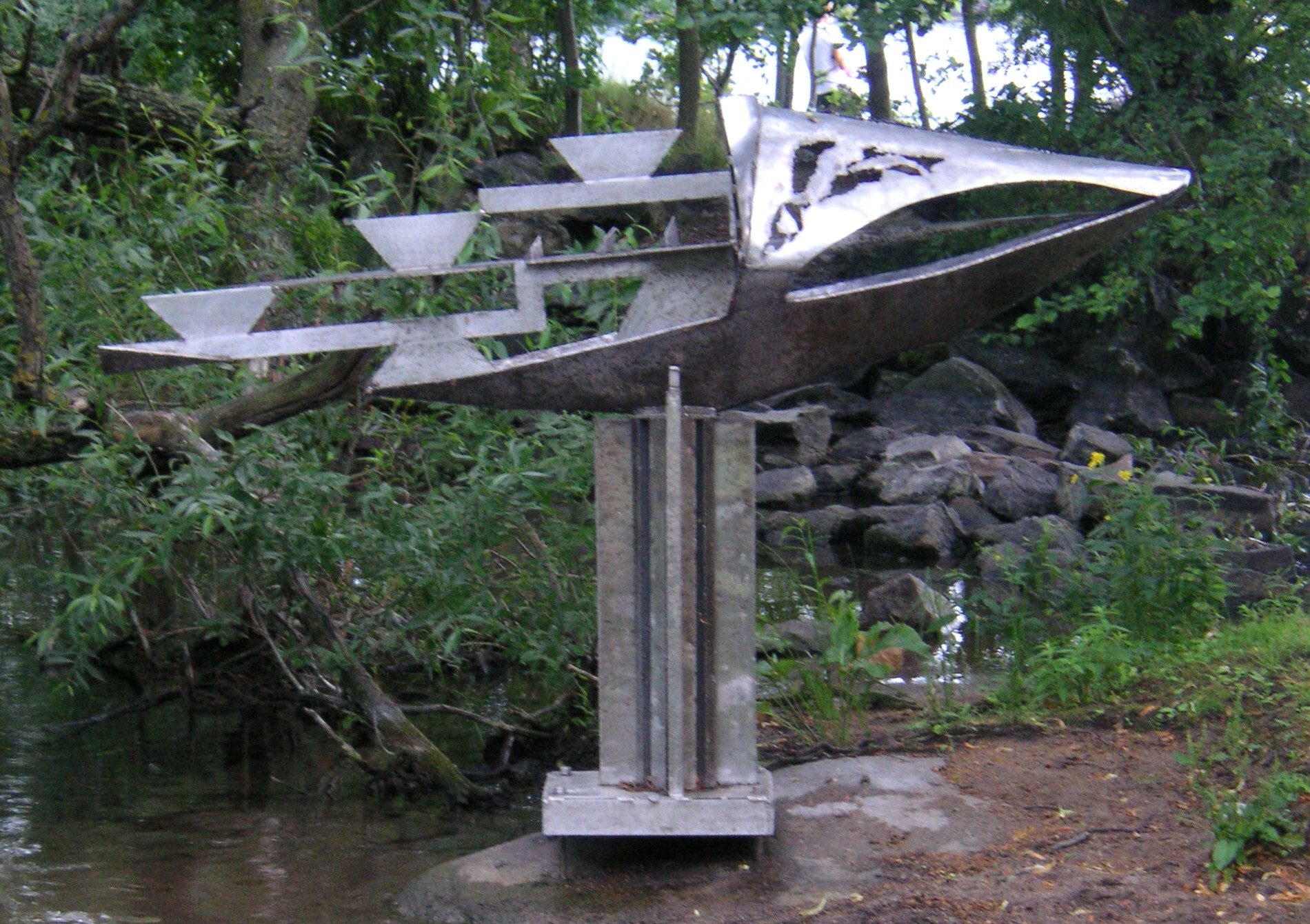
Ebba Hedqvist „Fiskfossil“ auf Smedsudden in Stockholm

Ebba Hedqvist (* 6. März 1909 in Piteå; † 30. Dezember 2001 in Stockholm) war eine schwedische Bildhauerin.
Ebba Alida Hedqvist studierte in den 1940er Jahren in Rom an der Accademia del Nudo und in Paris an der École nationale supérieure des beaux-arts und stellte 1943 erstmals aus. Sie nahm an vielen Gemeinschaftsausstellungen teil. Im Schwedischen Nationalmuseum befindet sich die Terrakottaskulptur Flickhuvud von 1950. Weitere Skulpturen der Künstlerin stehen in den Parks von Stockholm und anderen schwedischen Städten.

## Skulpturen im öffentlichen Raum (Auswahl)
- Fiskfossil, 1985, Edelstahl, in: Stockholm/Kungsholmen, auf der Halbinsel Smedsudden
- Expansion, 1975, Edelstahl mit Kupfer, in: Piteå, vor dem Rathaus
- Svalorna, 1968, Edelstahl, in: Malmö, Sörbäcksgatan 30
- Lion, 1951, Bronzeguss,  Kirche von Överluleå Luleå